# Tellusboutyourself
《tellusboutyourself》는 대한민국의 싱어송라이터 백예린의 두 번째 정규 음반이다. 2019년 12월 10일 첫 번째 정규 음반 《Every letter I sent you.》를 발매한지 정확히 1년 만에 내는 음반으로, 드림어스를 통하여 발매되었다. 총 14곡이 수록되었으며, 백예린은 전곡 작사와 작곡에 참여하였다. 전곡이 모두 영어로 되어 있는 것도 특징이다.

## 트랙 리스트
백예린은 전곡의 작사를 혼자서 하였고, 모든 곡에 작곡에 참여하였다. 또한 〈Bubbles&Mushrooms〉를 제외하고는 편곡도 다 참여하였다. 표시된 곳은 백예린과 함께 참여한 사람의 목록이다.
| #            | 제목                                                             | 작곡         | 편곡  | 재생 시간 |
| ------------ | ---------------------------------------------------------------- | ------------ | ----- | --------- |
| 1.           | 〈Lovegame〉                                                     |              | 3:33  |           |
| 2.           | 〈You're so lonely now, so you need me back by your side again〉 |              | 3:42  |           |
| 3.           | 〈I am not your ocean anymore〉                                  |              | 3:18  |           |
| 4.           | 〈Hall&Oates〉                                                   |              | 2:46  |           |
| 5.           | 〈Ms. Delicate〉                                                 | 구름 방민혁  | 4:00  |           |
| 6.           | 〈Interlude〉                                                    |              | 1:43  |           |
| 7.           | 〈Loner〉                                                        |              | 3:57  |           |
| 8.           | 〈"HOMESWEETHOME"〉                                              |              | 4:18  |           |
| 9.           | 〈Loveless〉                                                     |              | 3:48  |           |
| 10.          | 〈Hate you〉                                                     |              | 3:39  |           |
| 11.          | 〈0415〉                                                         |              | 4:24  |           |
| 12.          | 〈I'll be your family!〉                                         |              | 3:50  |           |
| 13.          | 〈I'm in love〉                                                  |              | 4:41  |           |
| 14.          | 〈Bubbles&Mushrooms〉                                            | 구름 방민혁  | 3:57  |           |
| 총 재생 시간 | 총 재생 시간                                                     | 총 재생 시간 | 51:30 |           |

## 크레딧
- 백예린 - 보컬, 작사, 작곡, 편곡, 코러스, MIDI 프로그래밍
- 구름 - 작곡, 편곡, 코러스, 키보드, 베이스 기타, 전기 기타, MIDI 프로그래밍
- 방민혁 - 작곡, 편곡, 키보드, MIDI 프로그래밍
- 한민영 - 타악기
- jonny - 전기 기타, 어쿠스틱 기타
- 박기훈 - 알토 색소폰, 테너 색소폰, 색소폰, 호른 편곡, 클라리넷
- noah1luv - 턴테이블 스크래치